# August Herman Pfund
August Herman Pfund (Madison, 28 dicembre 1879 – 4 gennaio 1949) è stato un fisico, scienziato e inventore statunitense, attivo nel campo della spettroscopia. Già professore ordinario di fisica nell'Università Johns Hopkins di Baltimora, è noto per le sue ricerche scientifiche spettroscopiche e per aver scoperto nel 1924 una serie di spettroscopiche dell'atomo di idrogeno, ribattezzandole con il suo nome serie di Pfund.

## Riconoscimenti
- Edward Longstreth Medal (1922)
- Frederic Ives Medal (1939)